# تالايلا

شعار البلدية.

بلدية تالايلا (بالإسبانية: Talayuela)‏، هي بلدية تقع في مقاطعة قصرش والتي تقع في منطقة إكستريمادورا، غرب إسبانيا.
يبلغ عدد سكانها 9.582 نسمة وفقاً لإحصائية سنة (2007).، وتبلغ مساحتها 229 كم2،و بذلك تكون الكثافة السكانية 41,84 نسمة/كم2. يبلغ ارتفاعها 287 م عن سطح البحر.

## وصلات خارجية
- موقع رسمي نسخة محفوظة 30 أكتوبر 2008 على موقع واي باك مشين.